# 소스 코드 편집기

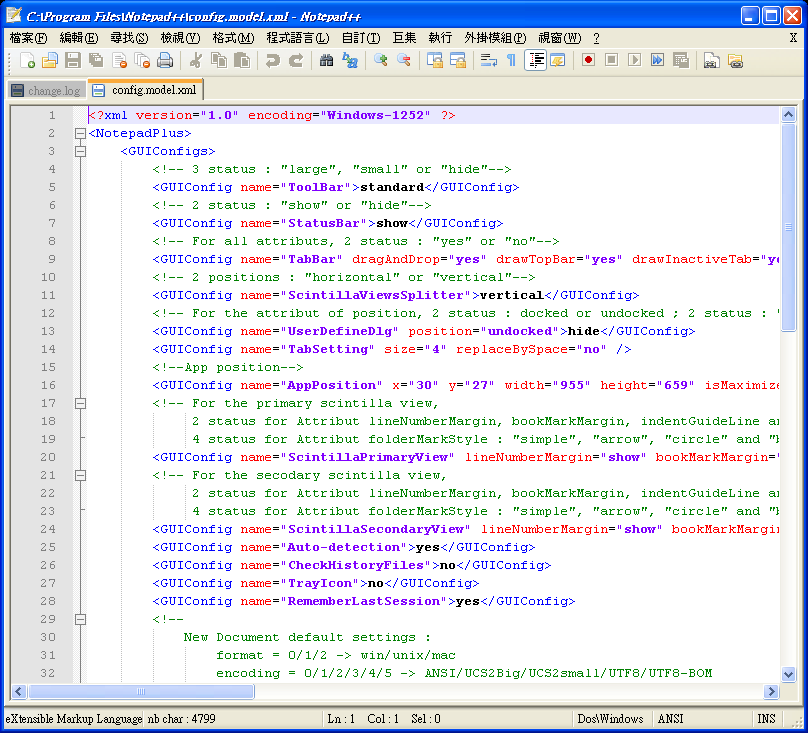
XML 코드를 편집하는 Notepad++의 스크린샷

소스 코드 편집기(source code editor)는 프로그래머에 의해 컴퓨터 프로그램의 소스 코드를 편집하기 위해 설계된 프로그램의 하나이다. 독립적인 애플리케이션일 수도 있고, 통합 개발 환경(IDE)이나 웹 브라우저에 통합되어 있는 경우도 있다. 소스 코드 편집기들은 가장 근본적인 프로그래밍 도구인데, 프로그래머들의 근본적인 작업이 소스 코드를 작성하고 편집하는 일이기 때문이다.

## 기능
소스 코드 편집기들은 구문 강조, 들여쓰기, 자동 완성, 괄호 짝찾기 기능과 같이 소스 코드의 입력을 단순하게 하고 빠르게 만들어주도록 설계된 기능들을 포함한다. 이러한 편집기들은 또한 컴파일러, 인터프리터, 디버거, 또 소프트웨어 개발 프로세스에 관련한 기타 프로그램을 실행하는데 편리한 수단을 제공한다. 그러므로 수많은 문서 편집기들을 소스 코드 편집에 사용할 수 있지만 코드의 편집을 강화, 자동화, 용이케 하지 않을 경우 이들은 "소스 코드 편집기"라고 하지 않고 단순히 소스 코드를 편집하는 용도로 사용할 수 있는 "문서 편집기"라고 부르게 된다.

## 저명한 소스 코드 편집기
- 아톰[1][2][3][4] (리눅스, OS X, 윈도우를 포함한 크로스 플랫폼)
- Brackets
- Eclipse
- 이맥스 (유닉스, 리눅스, OS X, 윈도우를 포함한 크로스 플랫폼)
- Geany (유닉스, 리눅스, OS X, 윈도우를 포함한 크로스 플랫폼)
- Gedit (리눅스, OS X, 윈도우를 포함한 크로스 플랫폼)
- IntelliJ IDEA 내장 편집기 (윈도우, 리눅스, OS X)
- Light Table (리눅스, OS X, 윈도우를 포함한 크로스 플랫폼)
- 마이크로소프트 비주얼 스튜디오 내장 편집기 (윈도우)
- 넷빈즈
- 노트패드++ (윈도우)
- SlickEdit (리눅스, OS X, 윈도우, 솔라리스, HP-UX, IBM AIX를 포함한 크로스 플랫폼)
- 서브라임 텍스트 (리눅스, OS X, 윈도우를 포함한 크로스 플랫폼)
- 텍스트메이트 (OS X)
- 울트라에디트 (리눅스, OS X, 윈도우를 포함한 크로스 플랫폼)
- Vi/Vim (유닉스, 리눅스, OS X, 윈도우를 포함한 크로스 플랫폼)
- 비주얼 스튜디오 코드 (리눅스, OS X, 윈도우를 포함한 크로스 플랫폼)
- 엑스코드 (OS X)

## 같이 보기
- 통합 개발 환경